# Тракайський історичний національний парк
Тракайський історичний національний парк (лит. Trakų istorinis nacionalinis parkas) — національний парк на південному сході Литви, розташований у 28 км на захід від Вільнюса біля міста Тракай, де розміщується дирекція парку. Заснований у 1992 році (хоча статус природоохоронної території здобув ще у 1960 році) для захисту історичного центру литовської державності у місті Тракай із його автентичним природним оточенням та є єдиним історичним національним парком не лише Литви, а й усієї Європи. Належить до категорії ІІ за класифікаційним списком МСОП та внесений до попередніх списків об'єктів світової спадщини ЮНЕСКО.
Адміністративно входить до складу Тракайського району (більша частина) та Електренайського самоврядування.
Площа парку складає 8149 га; із них 30% становлять ліси та 18% озера. Центром історичного парку є старе місто Тракая, замок, до якого веде пішохідний міст, та замковий комплекс на півострові.

## Природа
Паралельні ланцюги пагорбів та хребтів, утворені льодовиком, чергуються із вузькими та глибокими або широкими і пласкими озерними хребтами.
Загалом у парку налічується 32 озера. Озера Ґальвє, Скайстіс, Тоторішкю та Лука сполучаються протоками та утворюють єдину систему. Найбільшим із них є озеро Ґальвє, яке має 21 острів (зокрема Замковий), найчистішим – озеро Акмяна.
Цікавими є також ліс Кудрьоніс та болота Пломєнай і Варнікай, у яких мешкають багато видів ссавців і птахів. Пломєнайське болото має велику колонію водоплавних птахів, а також велику кількість рідкісних видів рослин. В озері Пломєну також є великі колонії озерних чайок. Окрім цього природу заповідника Варнікай можна оглянути на пішохідній стежці.
Тракайський парк відомий численними гарними краєвидами та красивими околицями. На північному березі озера Ґальвє розташований пагорб, з якого відкриваються види на парк.

## Культурні пам'ятки
На невеликій території парку зосереджено широкий потенціал культурної спадщини Литви. Тут розташоване городище Старий Тракай, де великий князь Гедимін заснував стару столицю Литви і де близько 1350 року народився князь Вітовт. Із Тракаєм пов'язані найвідоміші події історії Литви у XIV–XV ст. та пізніше: Бражуольський мирний договір 1382 року, хрещення Вітовта у 1384 році та його смерть у 1430 році, загибель останнього з Кейстутовичів  – Сигізмунда у 1440 році та запеклі бої із Тевтонським орденом. З XVII століття тут існує культ поклоніння ікони Тракайської Мадонни, покровительки країни, — першій іконі у Литві, освяченій Папою Римським.
Масштаб об'єктів культурної спадщини Тракайського історичного національного парку є досить широким: від окремих украй важливих предметів мистецтва, історії, археології та архітектури до великих та надзвичайно цінних доглянутих ландшафтів. Найбільшою цінністю парку є культурна спадщина міста Тракай — колишнього центру Тракайського королівства, а згодом воєводства, та однієї з колисок литовської державності. 
Парк славився трьома замками — Старим Тракайським, напівострівним (його руїни збереглися у центрі міста Тракай) та острівним; розташований в останньому замку музей є одним із найпопулярніших туристичних об'єктів. Між озерами Ґальвє і Акмяна розташований парк Рєкальніс із площею 48 га, а біля озер Ґальвє та Скайстіс — садиба Ужутракіс кінця ХІХ століття із парком. 

## Відпочинок
Тракай є одним із найпопулярніших місць для короткого відпочинку. Тут можна купатися у водоймах, ловити рибу, плавати на яхтах та човнах, а також займатися іншими видами активного відпочинку. У колишній садибі Тоторішкєс розташований один із кращих кемпінгів у Литві. Пізнавальною також є експозиція Тракайського історичного музею в острівному замку; також уваги заслуговують унікальна етнографічна виставка, присвячена караїмам, та парк садиби Ужутракіс. У Варнікайському лісі є навчальна стежка, а біля озер можна арендувати човни. У самому Тракаї є центр водного спорту, де проводяться гребні регати, а у 1934 році був заснований яхт-клуб.

## Галерея

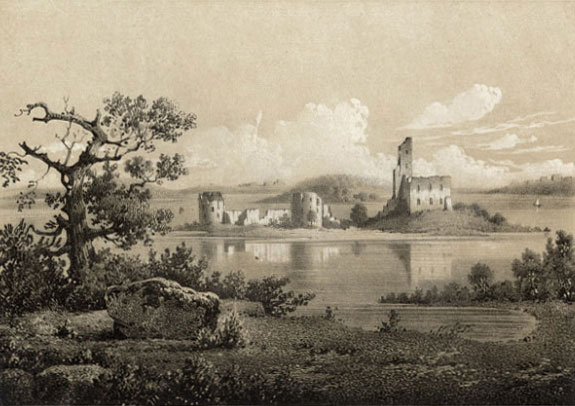
Руїни Тракайського замку на картині XVIII століття
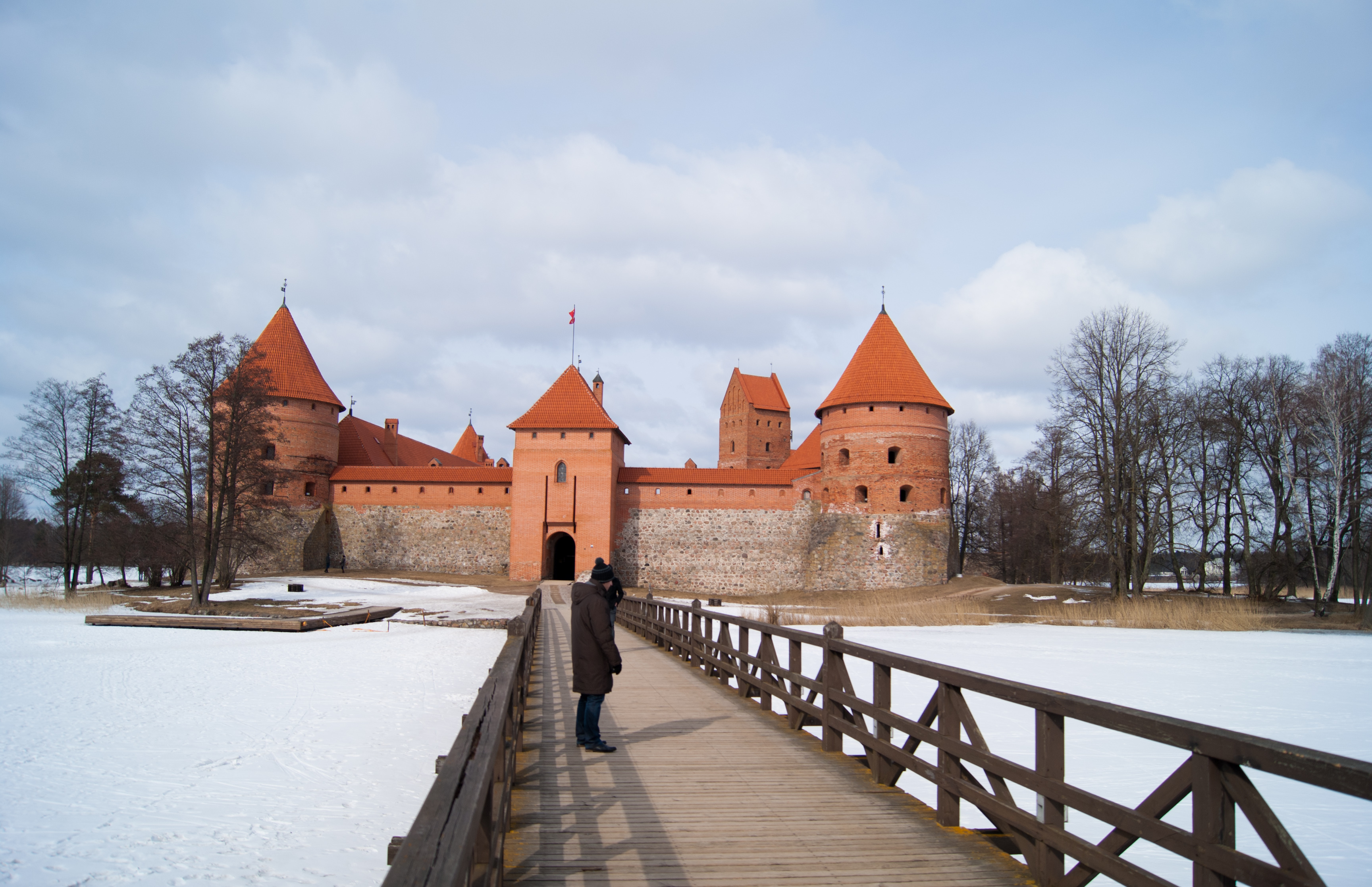
Пішохідний міст до Тракайського замку
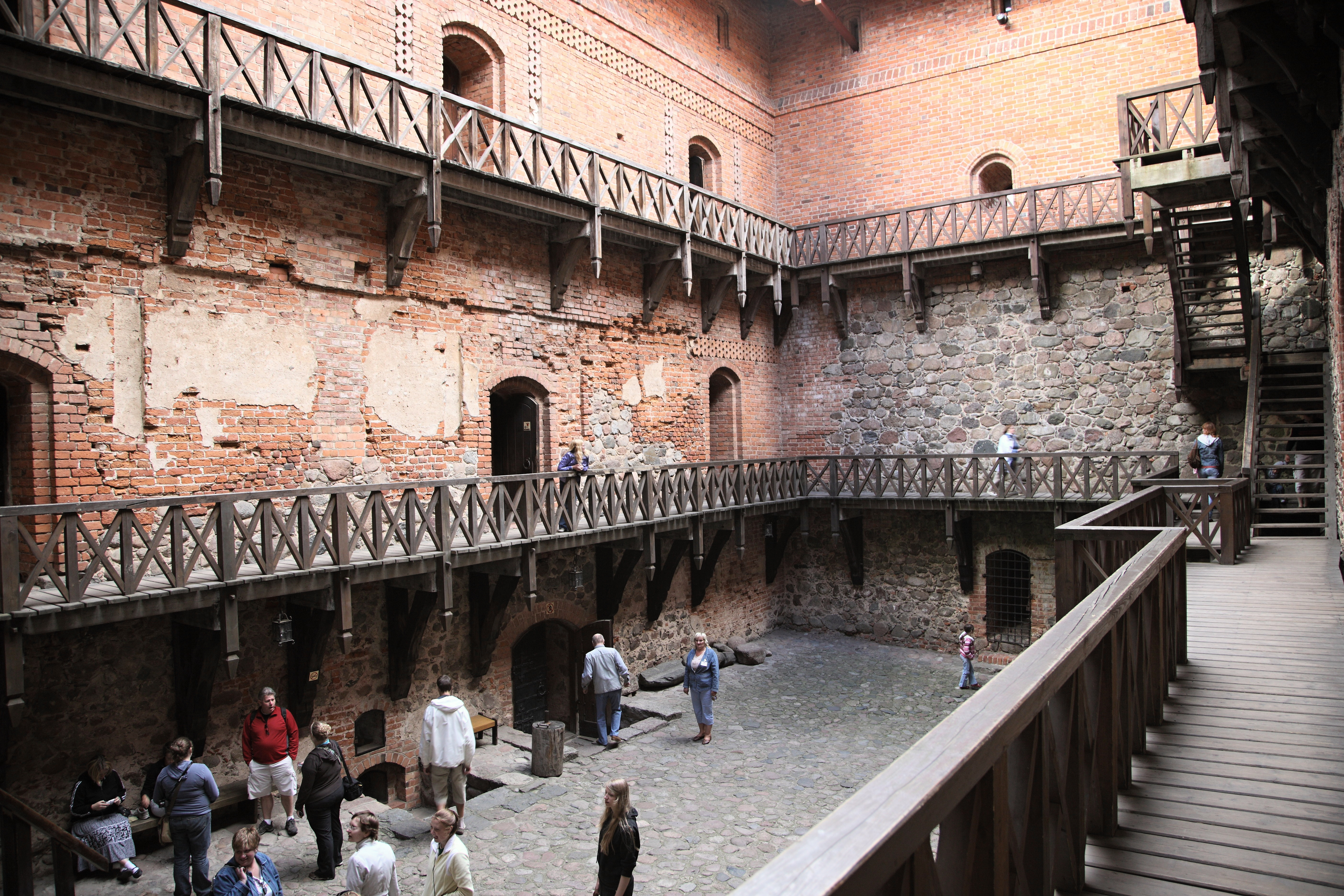
Подвір'я Тракайського замку
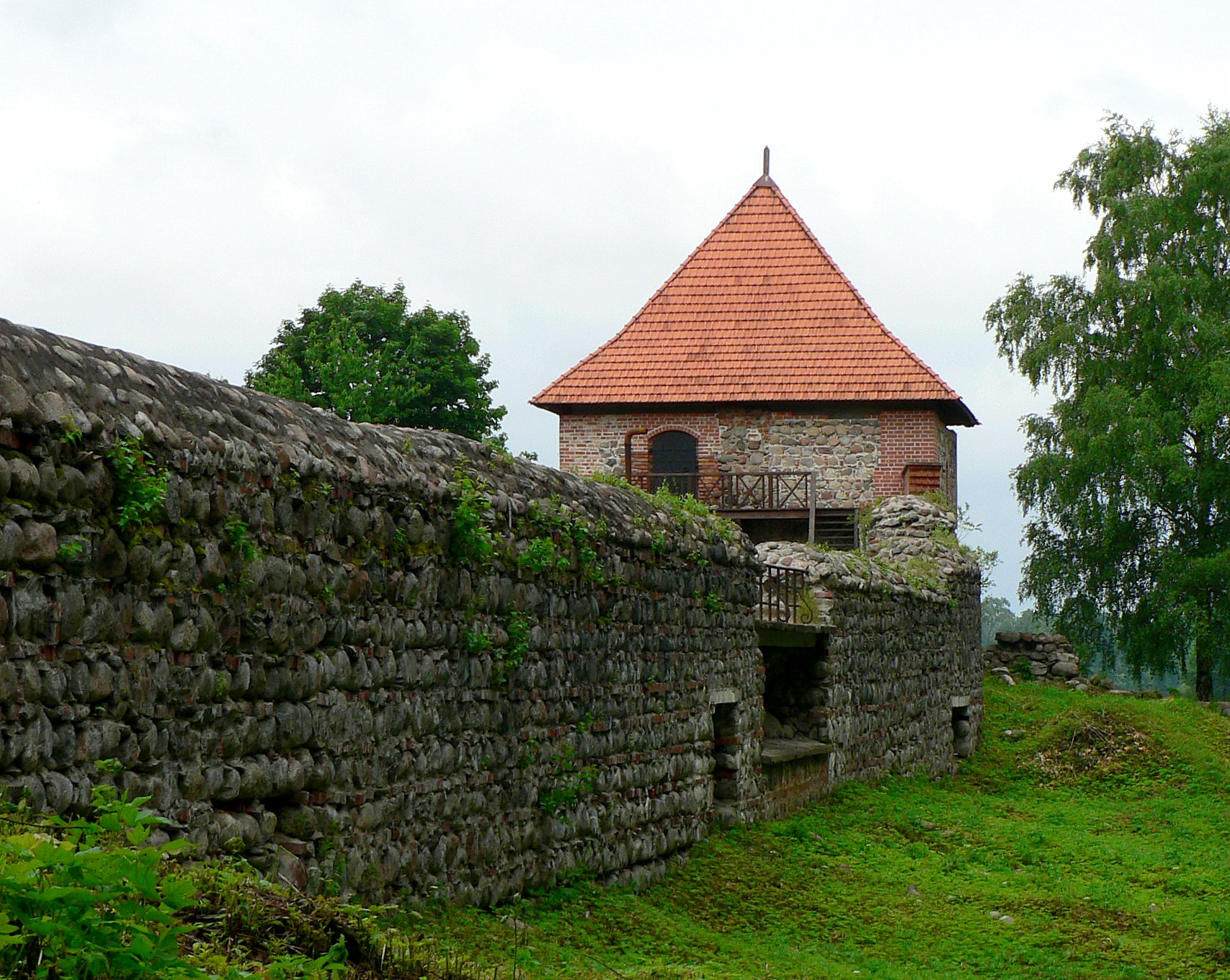
Старий Тракайський напівострівний замок
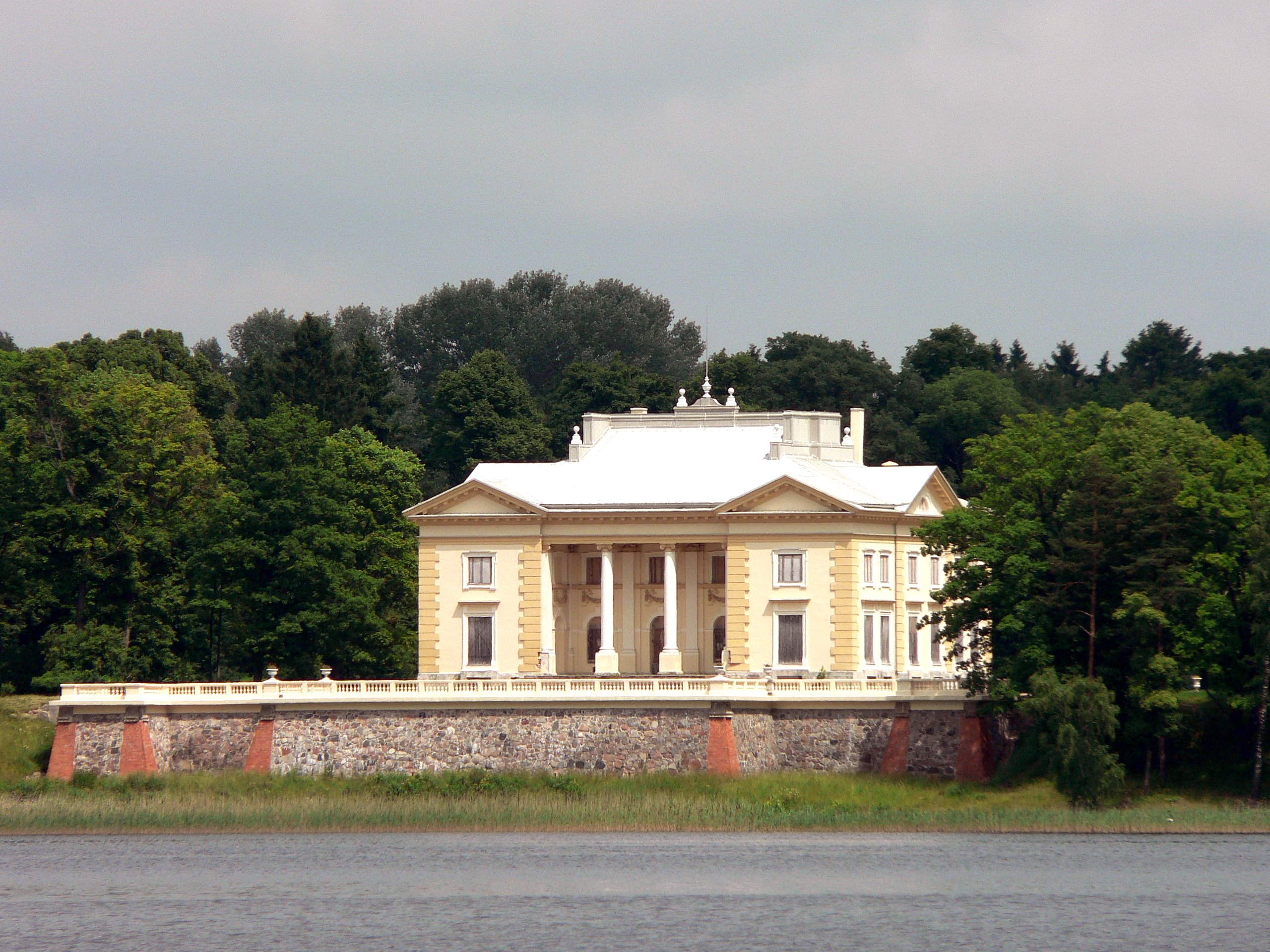
Вид на садибу Ужутракіс з озера
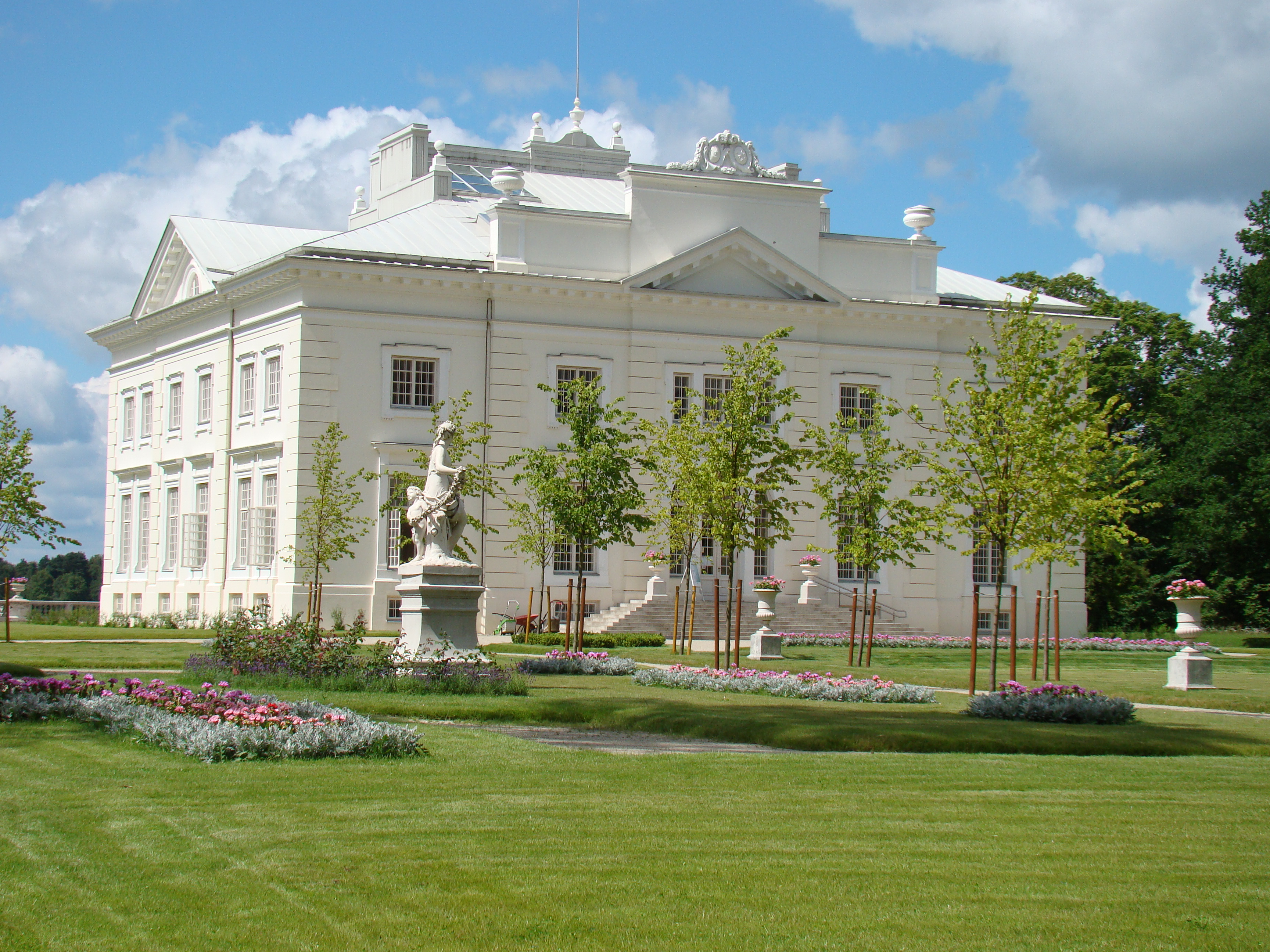
Сад садиби Ужутракіс
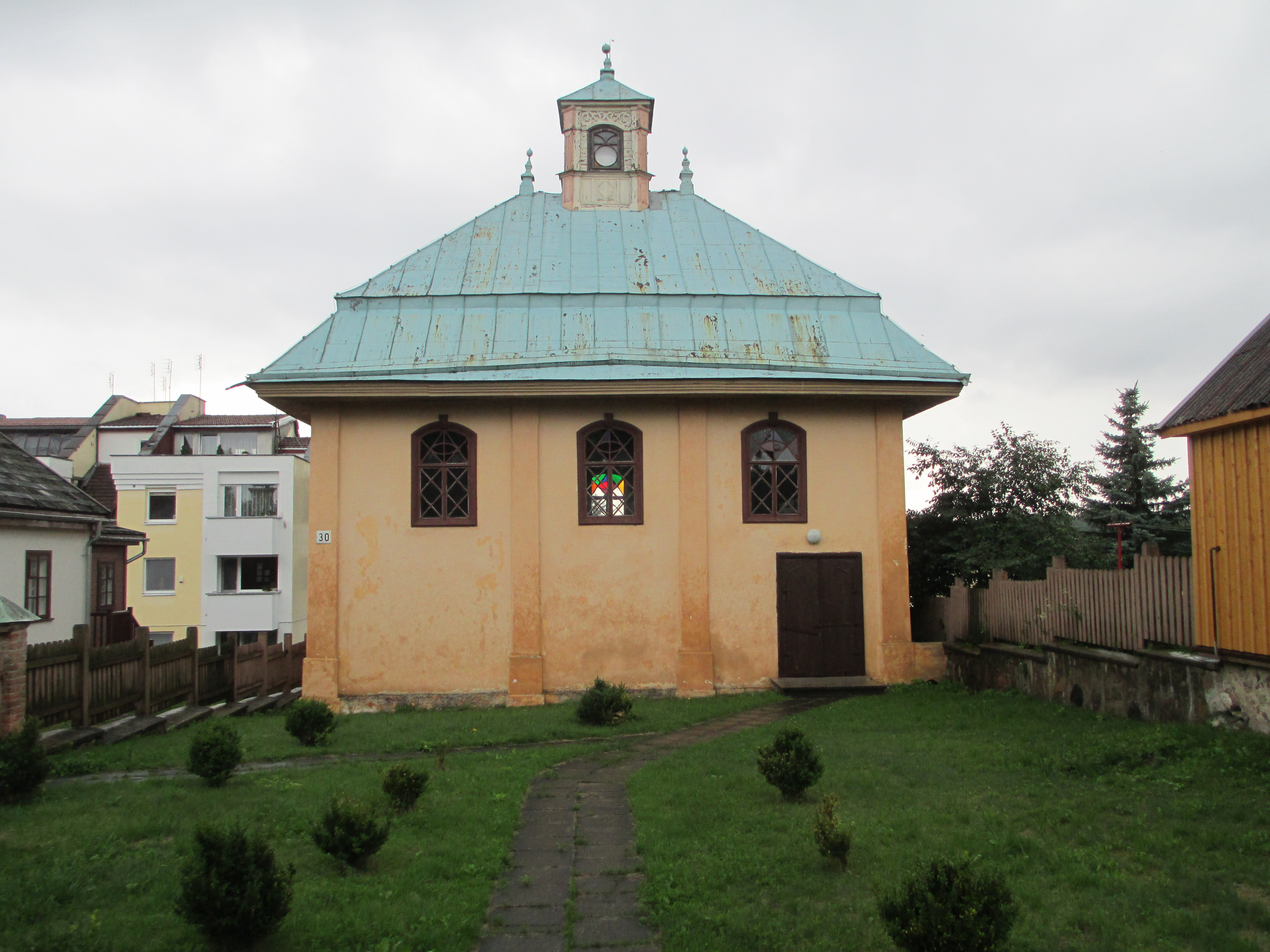
Караїмська кенаса
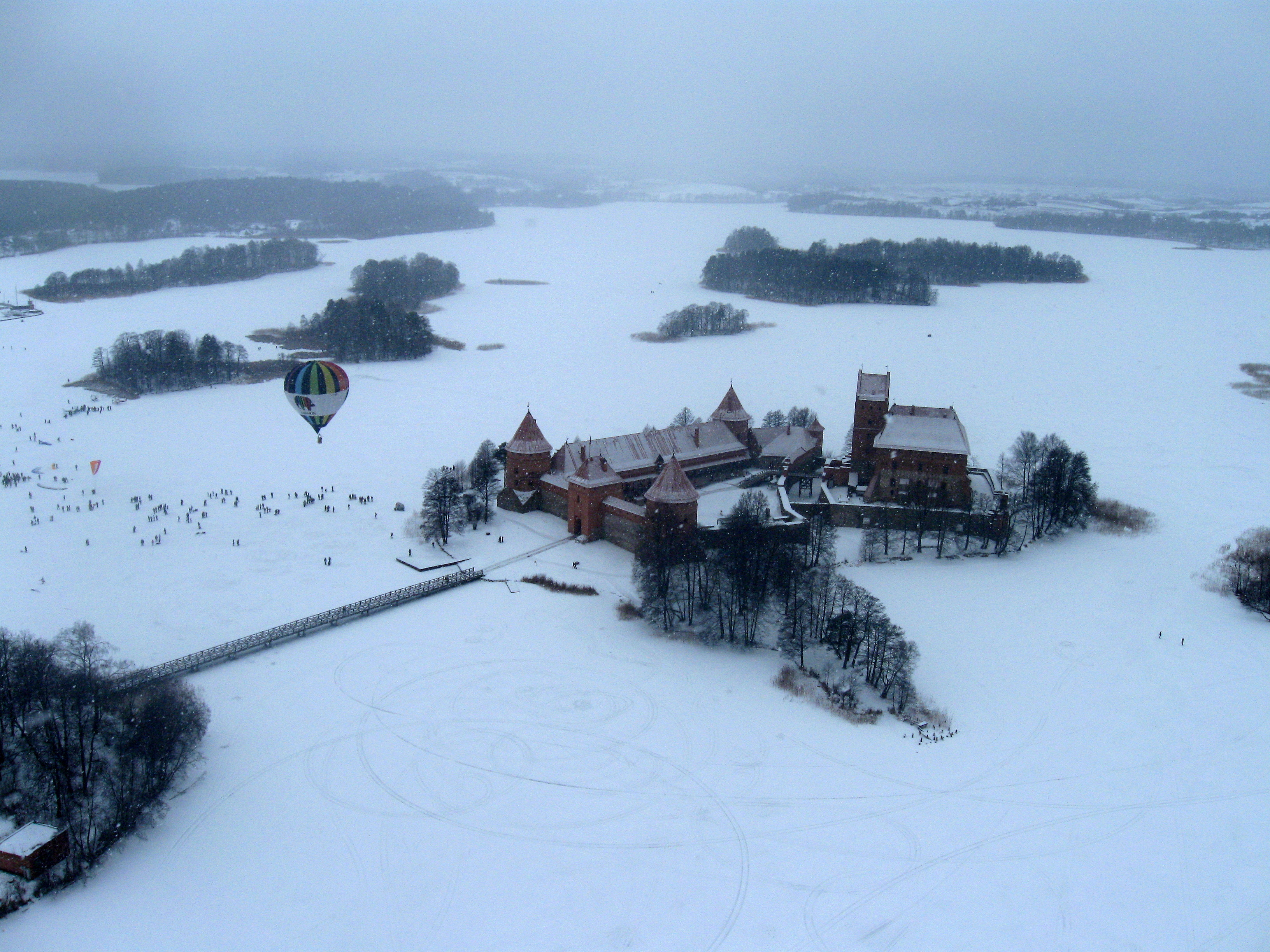
Повітряні кульки над національним парком
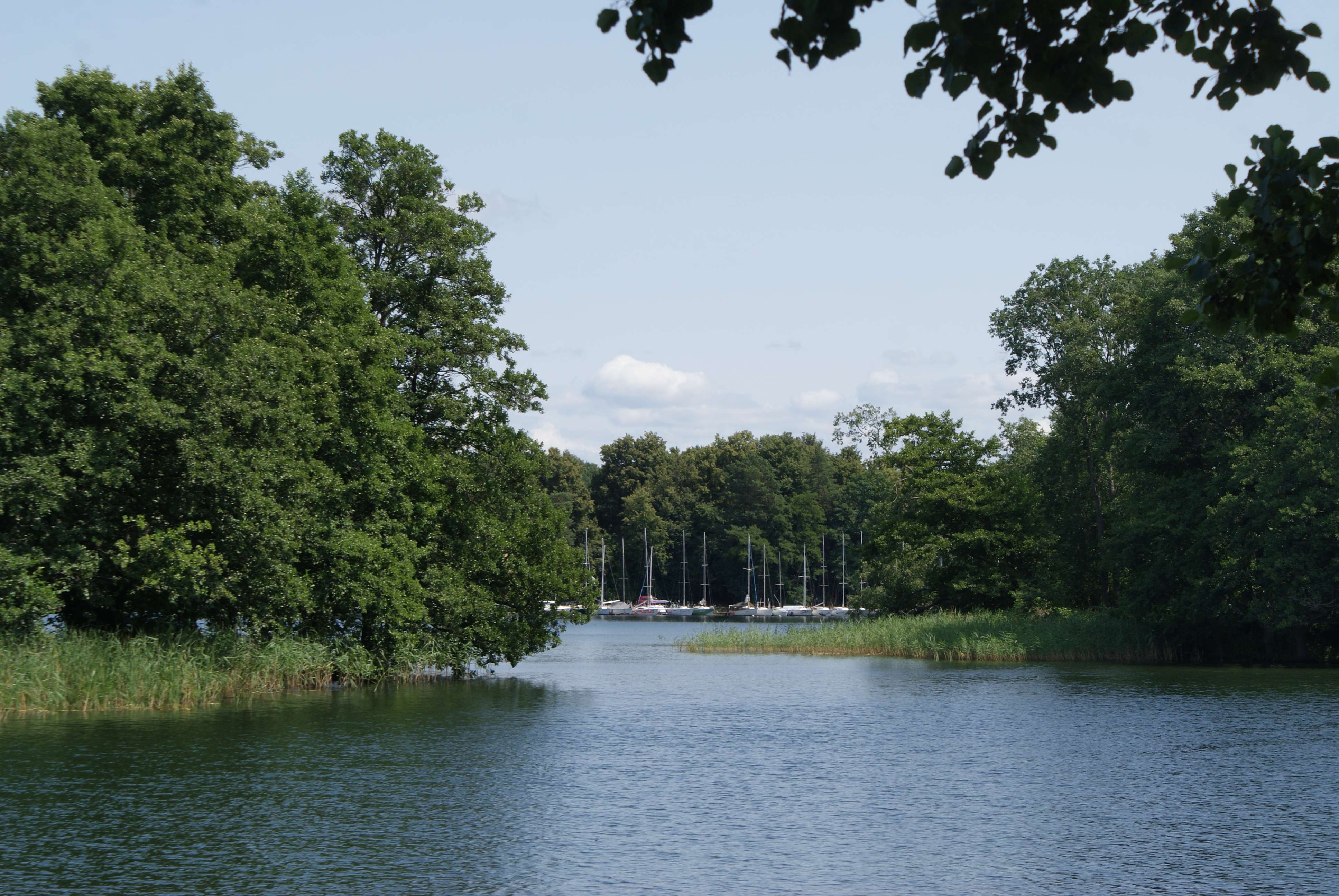
Озеро у парку